# Aeroportul Newcastle (Australia)
Aeroportul Newcastle (Australia) (IATA: NTL, ICAO: YWLM) este un aeroport din Noul Wales de Sud, Australia ce deservește zona Hunter Valley⁠(d). Aeroportul a fost tranzitat în 2022 de 1.023.312 pasageri.
Situat la o altitudine de 8 m, aeroportul dispune de o singură pistă.